# Butch Johnson
Richard Andrew „Butch“ Johnson (* 30. August 1955 in Worcester, Massachusetts; † 28. Mai 2024) war ein US-amerikanischer Bogenschütze und Olympiasieger.

## Werdegang
Butch Johnson nahm 1992 in Barcelona im Alter von 36 Jahren zum ersten Mal an Olympischen Spielen teil, wo er im Einzelwettbewerb Rang 18 belegte sowie im Mannschaftswettbewerb zusammen mit Rick McKinney und Jay Barrs Rang sechs. Vier Jahre später startete Johnson erneut bei den Olympischen Sommerspielen 1996 in Atlanta und gewann zusammen mit Justin Huish und Rod White im Mannschaftswettbewerb die Goldmedaille. Im Einzelwettbewerb belegte er Rang elf.
Bei den Weltmeisterschaften 1999 im französischen Riom gewann Johnson im Mannschaftswettbewerb zusammen mit Jay Barrs, Vic Wunderle und Jason McKittrick die Bronzemedaille. Im darauffolgenden Jahr gewann Johnson bei den Olympischen Sommerspielen 2000 in Sydney im Mannschaftswettbewerb zusammen mit Rod White und Vic Wunderle auch bei Olympia Bronze. Im Einzelwettbewerb wurde er Neunzehnter. Im Mannschaftswettbewerb der Olympischen Sommerspiele 2004 in Athen verpasste Johnsson hinter Südkorea, dem Chinesischen Taipeh und der Ukraine mit Platz vier nur knapp eine weitere Medaille. Im Einzel belegte er mit Platz 52 seine insgesamt schlechteste Einzelplatzierung. 2008 nahm Johnsson mit 52 Jahren bei den Olympischen Spielen von Peking zum letzten Mal an Olympischen Spielen teil und erreichte nur Rang neun mit der Mannschaft sowie Rang 28 im Einzelwettbewerb.
Butch Johnson lebte zuletzt in Woodstock, Connecticut. Seine Hobbys waren Motorrad-, Snowboard- und Quadfahren sowie die Jagd.